# محمد محجوب (أستاذ جامعي)
محمد محجوب (4 مارس 1953 -) هو أستاذ جامعي تونسي في الفلسفة ومترجم.

## النشأة والمسيرة
ولد محمد محجوب في 1953. درس الفلسفة على يد فاطمة حداد الشامخ وعلوما أخرى على يد عبد الوهاب بوحديبة. عمل أستاذا جامعيا في الفلسفة في كلية الآداب والعلوم الإنسانية بالقيروان ثم عمل عميدا لنفس الكلية. اشتغل بعد ذلك مديرا للمعهد العالي للعلوم الإنسانية بتونس ومديرا لدار المعلمين العليا بتونس ومديرا للمركز الوطني للترجمة. وترأس من 2011 إلى 2012 المجمع التونسي للعلوم والفنون والآداب (بيت الحكمة). أصدر في 2023 عن دار كلمة للنشر والتوزيع سيرته الذاتية "قدري الذي اخترت" في جزئين: العنوان الفرعي للجزء الأول هو "حبر وألواح" والعنوان الفرعي للجزء الثاني هو "حروق القيروان". يتقن عدة لغات من بينها العربية والفرنسية والإنجليزية والألمانية واليونانية القديمة.

## الجوائز
- جائزة فاطمة حداد للدراسات الفلسفية، بمعرض تونس الدولي للكتاب في دورته 37، عن كتاب "في استشكال اليوم الفلسفي: تأملات في الفلسفة الثانية من أجل إعادة التأسيس"

## أعماله

### التأليف
- حول المقالة الفلسفية في أقسام الباكالوريا، المركز الجهوي للتوثيق، سوسة، 1978
- المدينة والخيال: دراسات فارابية، منشورات أمية، تونس، 1989
- هيدقر من الوجود والزمان إلى الزمان والوجود، المعهد الأعلى للتربية، تونس، 1990
- هيدقر ومشكل الميتافيزيقا، دار الجنوب للنشر، تونس، 1995
- الفيلسوف، الشاعر والسياسي: مدخل إلى الفلسفة السياسية الفارابية، المركز القومي البيداغوجي، تونس، 1999
- في استشكال اليوم الفلسفي: تأملات في الفلسفة الثانية، دار كلمة للنشر والتوزيع، 2021
- قصيد الفلاسفة، دار كلمة للنشر والتوزيع، 2021
- مسالك الإبتداء، دراسات هيدغرية، سلسلة "حروف الفلسفة"، دار كلمة للنشر والتوزيع، 2023
- قدري الذي اخترت: حبر وألواح، (سيرة ذاتية - الجزء الأول) (تقديم: محمد الغزي) دار كلمة للنشر والتوزيع، 2023
- قدري الذي اخترت: حروق القيروان، (سيرة ذاتية - الجزء الثاني) (تقديم: المنصف بن عبد الجليل) دار كلمة للنشر والتوزيع، 2023
- قدري الذي اخترت: بيادر العمر: ما تذروه الرياح وما يمكث في الأرض، (سيرة ذاتية - الجزء الثالث) دار كلمة للنشر والتوزيع، قريبا

### الترجمات
- الدال لأرسطو: ترجمة ودراسة تحليلية ومعجمية، المعهد القومي لعلوم التربية (ترجمة بالاشتراك مع عبد الكريم المراق ومحمد الحبيب المرزوقي)، المعهد القومي لعلوم التربية، تونس، 1983
- محاولة في أصل اللغات، جان جاك روسو، الدار التونسية للنشر، 1984
- تقريظ الحكمة، موريس ميرلوبونتي، دار أمية للنشر، 1995
- تحقيق في الذهن البشري، ديفيد هيوم، 2010
- تأويليات الحَدَثية، مارتن هايدغر، 2019